# Euphydryas chalcedona
A Euphydryas chalcedona  a rovarok (Insecta) osztályának a lepkék (Lepidoptera) rendjéhez, ezen belül a tarkalepkefélék (Nymphalidae) családjához tartozó faj.

## Elterjedése
Alaszkától, az Amerikai Egyesült Államok keleti részén keresztül Mexikóig honos.

## Megjelenése
Szárnyfesztávolság 32-57 milliméter.
|  |

## Életmódja
A hernyó különböző növényekkel táplálkozik, a felnőtt lepkék virágport esznek.

## Külső hivatkozás
- Képek az interneten a fajról